# レッドブル・レコード
レッドブル・レコード (Red Bull Records) はアメリカ合衆国のインディーズ・レコード・レーベル。レッドブルによって2007年にカリフォルニア州サンタモニカにある同社の北米法人内にレコーディング・スタジオとともに設立された。2018年現在はロサンゼルスとロンドンにオフィスを構えている。

## アーティスト
- エイウォルネイション （英語版）
- ベアトゥース（英語版）
- ブリッツ・キッズ（英語版）
- ファイブ・ナイヴス (Five Knives)
- ヘヴンズ・ベースメント (Heaven's Basement)
- イッチ
- ニュー・ビート・ファンド (New Beat Fund)
- ツイン・アトランティック（英語版）

### 過去に所属
- ブラック・ゴールド（英語版）
- インナーパーティーシステム (Innerpartysystem)